# Tynnyrilaki
Tynnyrilaki är ett berg i nordöstra delen av Kiruna kommun. Berget ligger öster om sjön Paittasjärvi och är 445 meter högt. Det är en öde plats, där den nordligaste punkten i Sverige på världsarvet Struves meridianbåge ligger.